# Roald Dahl

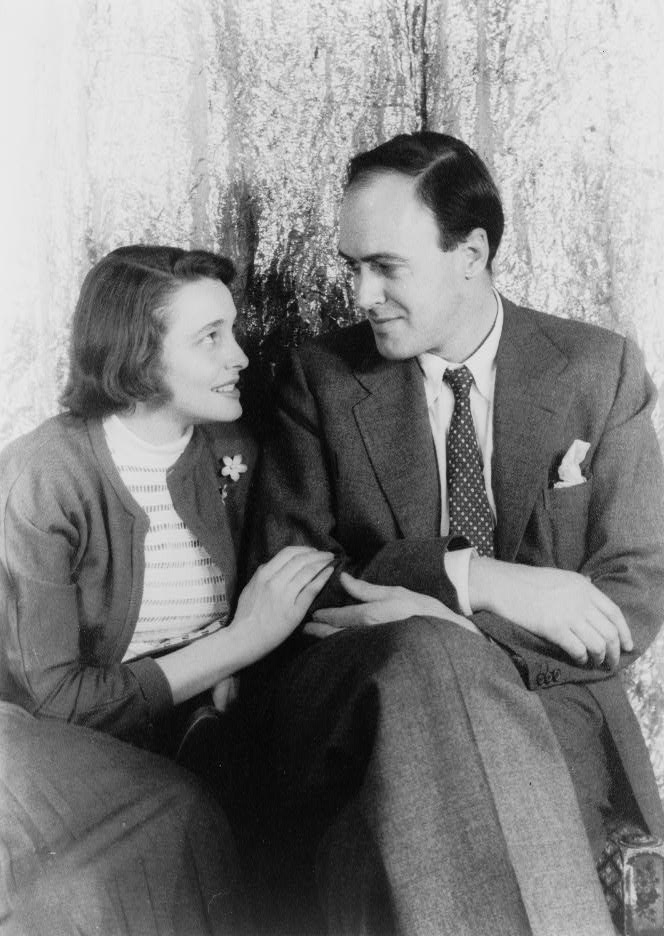
Roald Dahl und Patricia Neal, 1954 (Fotografie von Carl Van Vechten)

Roald Dahl /ˈruɑl ˈdɑːl/ (* 13. September 1916 in Llandaff bei Cardiff, Wales; † 23. November 1990 in Oxford, England) war ein britischer Schriftsteller. Er schrieb Romane und Kurzgeschichten, denen ein feiner schwarzer Humor zugrunde liegt und die oft überraschend enden. Bekannt ist er zudem für seine Kinderbücher. Roald Dahl verkaufte weltweit mehr als 200 Millionen Bücher; seine Werke wurden in 63 Sprachen übersetzt.

## Leben

### Herkunft und Ausbildung
Roald Dahl wurde in Llandaff in Süd-Wales als Sohn von Sofie Magdalene Dahl, geborene Hesselberg, und Harald Dahl geboren; beide Eltern waren norwegischer Herkunft. Er wurde nach dem Polarforscher Roald Amundsen benannt und wuchs zweisprachig mit Englisch und Norwegisch auf. Mit seinen Eltern und seinen Schwestern Astri, Alfhild und Else unterhielt er sich auf Norwegisch. Seine vier Jahre ältere Schwester Astri starb 1920 im Alter von sieben Jahren an einer Blinddarmentzündung, wenige Wochen darauf starb sein Vater im Alter von 57 Jahren an einer Lungenentzündung. Seine Mutter wollte dennoch in Wales bleiben, anstatt zurück zur Verwandtschaft nach Norwegen zu ziehen. Die Sommerferien verbrachte Roald Dahl oft in Norwegen, was er später in Boy. Tales of Childhood autobiografisch verarbeitete, wie auch seine von exzessiver Gewalt geprägte Schulzeit.
Er wurde auf der Llandaff Cathedral School eingeschult. Nach einem Streich, bei dem er mit vier Freunden in einem Süßigkeitentopf einer Händlerin eine tote Maus versteckte, wurde Roald jedoch vom Schulleiter bestraft, woraufhin ihn seine Mutter von der Schule nahm. Mit neun Jahren wurde er Schüler an der St. Peter’s Preparatory School in Weston-super-Mare, mit dreizehn Jahren an der Repton School in Derbyshire, wo er sowohl Kapitän des Fives-Teams als auch des Squash-Teams war und obendrein Fußball spielte. Hier entwickelte er auch sein Interesse für die Fotografie. Bereits mit 18 Jahren gewann er Preise der Royal Photographic Society und der Photographic Society of Holland. Repton-Schüler bekamen regelmäßig zu Testzwecken Schokolade von der Firma Cadbury, was für Dahl Inspiration für sein zweites Kinderbuch Charlie und die Schokoladenfabrik gewesen sein dürfte.
Nach Abschluss der Schule verbrachte er drei Wochen in Neufundland, das er zu Fuß mit einer Gruppe der Public Schools Exploring Society bereiste. Entgegen den Erwartungen seiner Mutter, die eine Laufbahn an der Universität vorgezogen hätte, durchlief er ab Juni 1934 eine kaufmännische Ausbildung bei der Shell Oil Company, um auf seinen Wunsch hin im Ausland eingesetzt zu werden. Ab 1936 war er für Shell in Daressalam tätig. Er erlernte in wenigen Monaten Suaheli und bereiste im Rahmen seiner beruflichen Tätigkeit Tanganjika. Eine erstaunliche Begebenheit mit einem Löwen, über die er als Augenzeuge berichtete, wurde als seine erste schriftstellerische Arbeit im East African Standard veröffentlicht.

### Der Zweite Weltkrieg

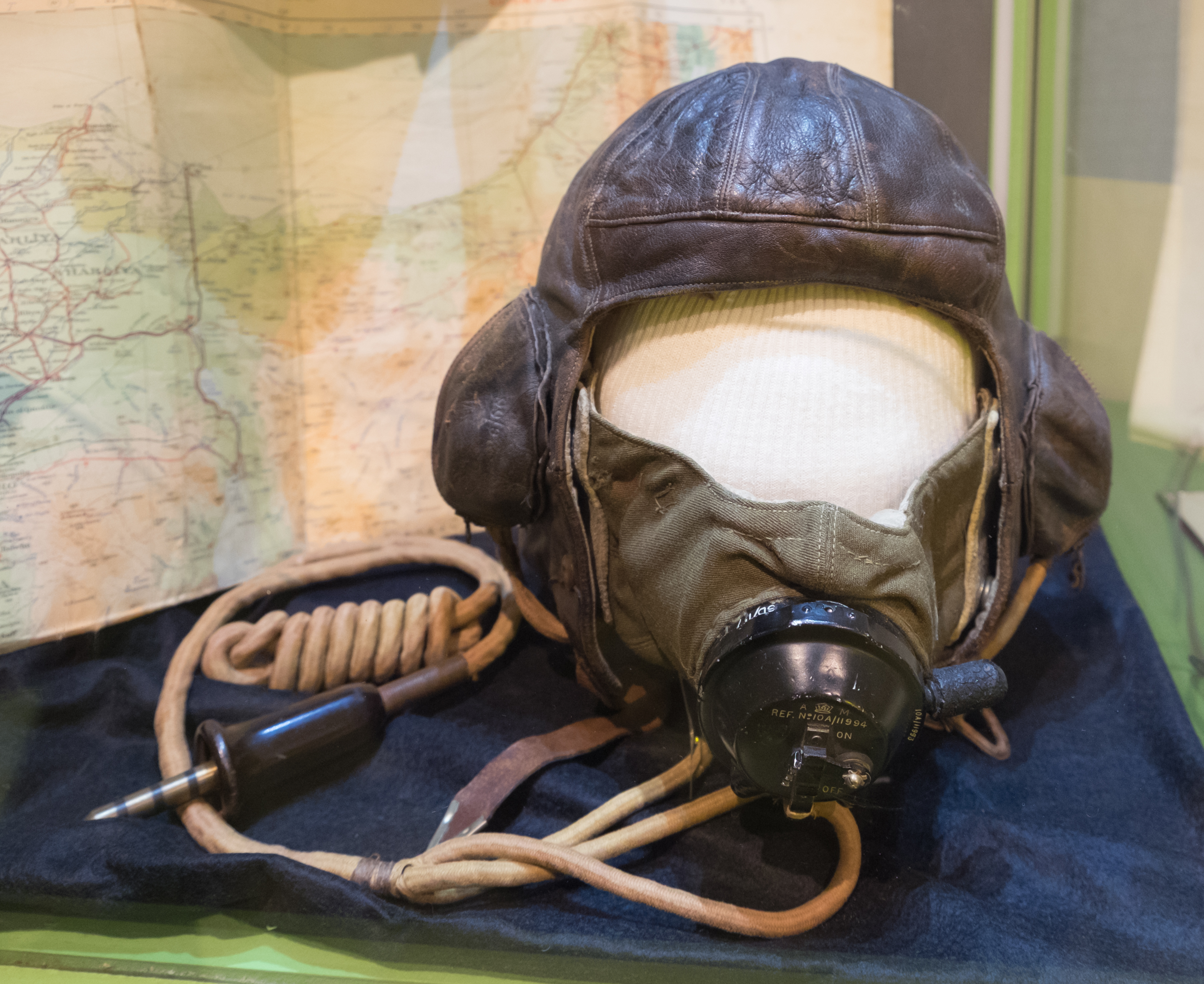
Roald Dahls lederner Flughelm

Als im August 1939 der Zweite Weltkrieg bevorstand und auch in Tanganjika Spannungen entstanden, wurden die etwa fünfzehn in Daressalaam lebenden Briten zu Offizieren der King’s African Rifles ernannt. Dahl kommandierte kurzzeitig einen Trupp Askaris.
Im November trat er der Royal Air Force bei und begann im 600 Meilen entfernten Nairobi eine Ausbildung zum Piloten auf einer als Übungsflugzeug üblichen de Havilland Tiger Moth. Nach nur sieben Stunden und 40 Minuten Flugerfahrung durfte er schon allein fliegen. Weiteres Training erfolgte im RAF Camp Habbaniyya, 89 km westlich von Bagdad. Nach sechs Monaten Flugdienst in einer Hawker Hart wurde er zum acting pilot officer ernannt und der 80. Squadron zugeteilt. Für die Überführung zu seiner neuen Einheit bekam er eine schon vor dem Krieg veraltete Gloster Gladiator. Am 19. September 1940 flog Dahl von Abu Suweir in Ägypten – mit Tankstopps in Amiriya und Fouka in Libyen – zum Flugfeld der 80. Squadron, das sich nach Angaben des kommandierenden Offiziers 30 Meilen südlich von Marsa Matruh befinden sollte. Da es sich um eine Fehlinformation handelte und das Flugfeld unauffindbar blieb, musste Dahl aufgrund Treibstoffmangels in der Wüste notlanden. Dabei streifte das Fahrgestell seiner Maschine einen Felsen, sie überschlug sich und ging in Flammen auf. Er konnte sich trotz einer schweren Kopfverletzung aus dem Flugzeug retten, bevor er das Bewusstsein verlor. Dahl wurde gerettet und in Marsa Matruh verarztet, wo er das Bewusstsein wiedererlangte, aufgrund der Gesichtsverletzungen aber zunächst nicht sehen konnte. Die weitere Behandlung erfolgte im Royal Navy Hospital in Alexandria. Nach fünf Monaten verließ er das Krankenhaus wieder vollständig flugtauglich.
Die 80. Squadron war inzwischen nach Elefsis nahe Athen verlegt worden und unterstützte die British Expeditionary Force. Dahl flog im April 1941 mit der neuen Hawker Hurricane über das Mittelmeer zu seiner Einheit, die aus lediglich 14 weiteren Hurricanes bestand und in den nächsten Tagen weitere Verluste erleiden sollte. Die erste Kampferfahrung machte Dahl am 15. April 1941 über Chalkis, wo er auf sechs Junkers Ju 88 traf und seinen ersten Abschuss erzielte. Am 20. April nahm er an der „Schlacht von Athen“ teil, in der die verbliebenen zwölf Hurricanes einer Übermacht von etwa 200 deutschen Flugzeugen begegneten, zumeist Messerschmitt Bf 109 und Bf 110, von denen sie 22 Maschinen abschießen konnten. Dahl überlebte den verlustreichen Kampf und wurde mit dem mit ihm befreundeten Piloten David Coke zunächst nach Libyen verlegt. Die 80. Staffel war nach Haifa verlegt worden, von wo aus Dahl weitere Einsätze absolvierte. Da er zunehmend unter heftigen Kopfschmerzen litt, wurde er aus dem Kampfeinsatz entlassen und kehrte nach England zurück. Später verarbeitete er seine Erlebnisse im autobiografischen Going Solo (in deutscher Übersetzung: „Im Alleingang“). Nachdem er für den militärischen Geheimdienst eingesetzt worden war, beendete er den Krieg im Rang eines Wing Commander.
1942 wurde er nach Washington, D.C. versetzt, wo er Assistant Air Attache war. Auch in den USA wirkte er als Agent des britischen Geheimdienstes. Er begann hier außerdem mit dem Schreiben und veröffentlichte am 1. August 1942 in der Saturday Evening Post die Geschichte Shot Down Over Libya, in der er seinen Absturz mit der Gloster Gladiator beschrieb. Der ursprüngliche Titel A Piece of Cake war geändert worden, um den Bericht durch implizierten Feindkontakt zusätzlich zu dramatisieren. Tatsächlich wurde der Absturz nicht durch Feindeinwirkung verursacht. 1946 wurde in dem Sammelband Over to you eine Überarbeitung und Kombination von Shot Down Over Libya und Missing: Believed Killed (1944 erschienen) unter dem neuen Titel A Piece of Cake veröffentlicht. A Piece of Cake erschien in Deutsch unter dem Titel Ein Kinderspiel. Diese Kurzgeschichte ist neben Lucky Break (deutsche Übersetzung: „Wie ich Schriftsteller wurde“) aus dem Jahr 1977 eine der wenigen autobiografischen von Dahl.

### Die Nachkriegszeit

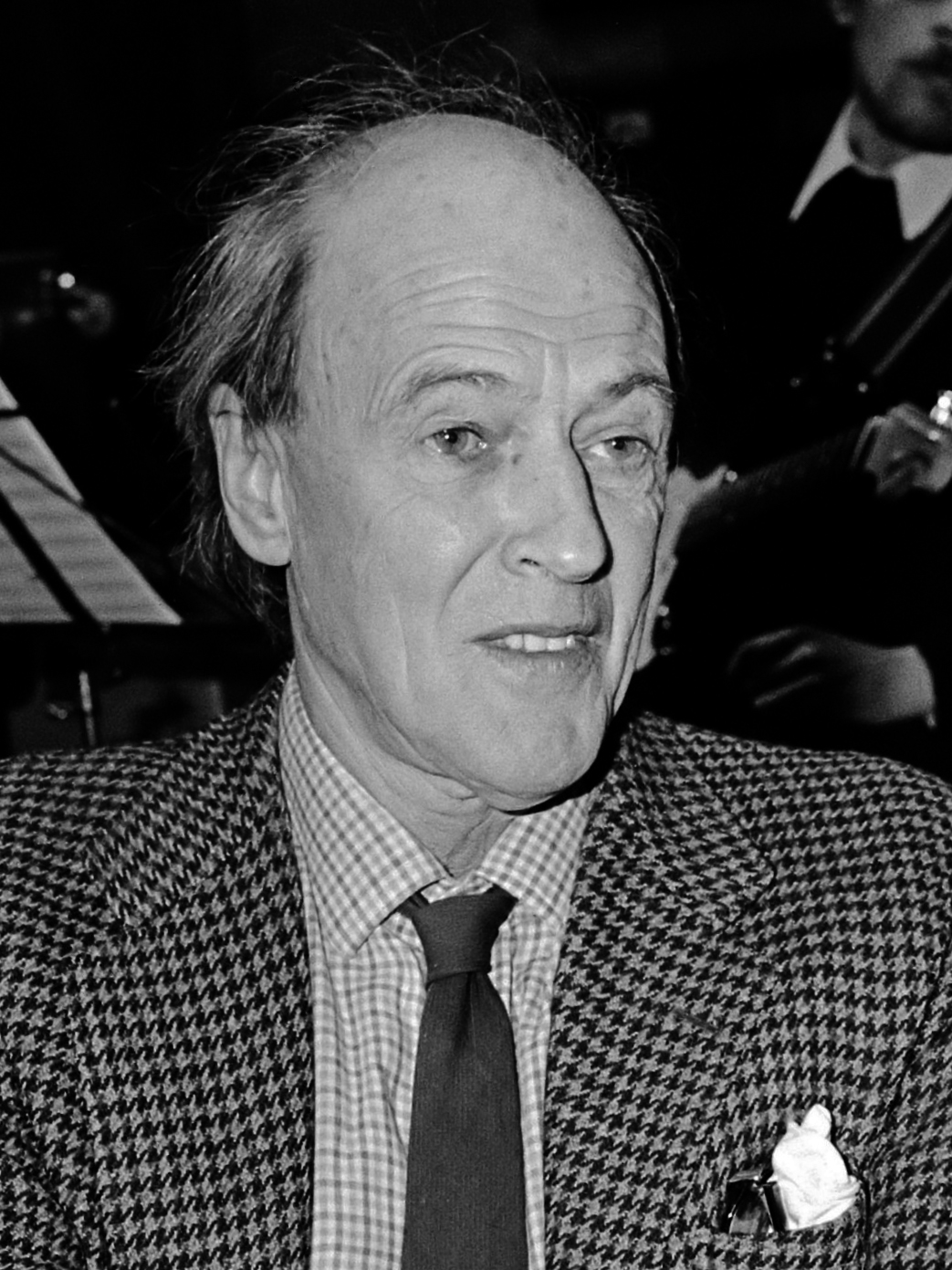
Roald Dahl, 13. Oktober 1982

Am 2. Juli 1953 heiratete Roald Dahl in New York die Hollywood-Schauspielerin Patricia Neal. Aus der Ehe, die 30 Jahre dauerte, gingen fünf Kinder hervor:
- Olivia Twenty Dahl (20. April 1955 bis 17. November 1962), die im Alter von sieben Jahren an Masern starb;[8] ihr widmete er zwei seiner Kinderbücher,
- Tessa Dahl (geboren 1957), die selbst Autorin wurde, ebenso wie ihre Tochter Sophie Dahl (von der die Sophie aus Sophiechen und der Riese ihren Namen hat), die früher als Model tätig war,
- Theo Matthew Dahl (geboren 1960),
- Ophelia Magdalena Dahl (geboren 1964) sowie
- Lucy Dahl, 1965 geboren, schrieb das Drehbuch für Wild Child.

Nach der Scheidung von Patricia Neal heiratete Roald Dahl 1983 seine Freundin Felicity Ann Crosland (geb. d’Abreu), die Liccy genannt wurde. Liccy zog zu ihm in das „Gipsy House“ in Buckinghamshire, das er seit 1954 bewohnte.
Sieben Jahre später, am 23. November 1990, starb Roald Dahl im Alter von 74 Jahren im John Radcliffe Hospital in Oxford an einer akuten myeloischen Leukämie. Auch nach seinem Tod kümmerte sich Felicity Dahl um die Stiftung (Roald Dahl Foundation), die sein wohltätiges Wirken in den Bereichen der Neurologie, Hämatologie und der Bekämpfung des Analphabetismus nach seinem Tod fortsetzte. Im Juni 2005 eröffneten das Roald Dahl Museum und der Story Store in Great Missenden, um das Werk Dahls zu feiern. Zu seinem Gedenken wurde die Roald Dahl Children’s Gallery im Bucks County Museum (nahe Aylesbury) eröffnet.

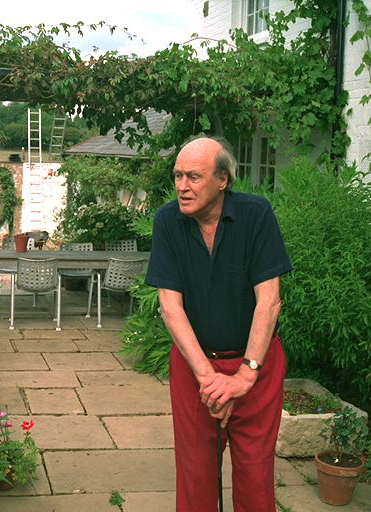
Roald Dahl im September 1990 im Garten von Gipsy House

## Künstlerisches Schaffen

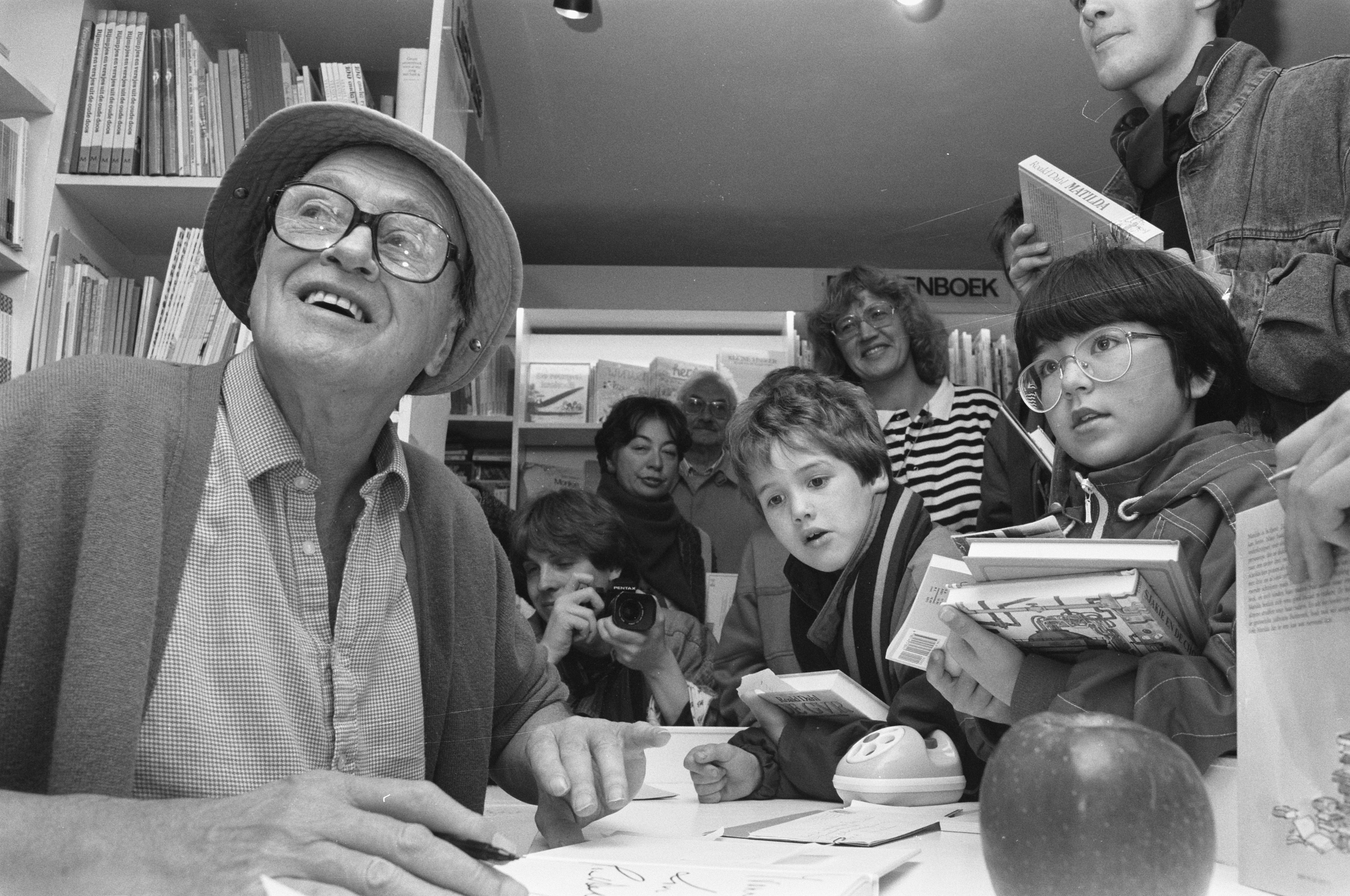
Roald Dahl signiert Kinderbücher – Amsterdam, 12. Oktober 1988

Roald Dahl verfasste seine erste Kurzgeschichte mit dem Titel The Kumbak II als Zehnjähriger. Sie blieb unveröffentlicht. Das Originalmanuskript wurde im Jahr 2016 (100. Geburtstag von Roald Dahl) beim Verlag Penguin Books den Besuchern gezeigt. Angeregt von einem Treffen mit C. S. Forester veröffentlichte Dahl seine erste Geschichte in der Saturday Evening Post für ein Honorar von 1.000 Dollar.
Sein erstes Kinderbuch war 1943 The Gremlins; es handelte von kleinen, bösartigen Tierchen, die Teil der Folklore innerhalb der Royal Air Force sind. Diese Geschichte wurde von Walt Disney in Auftrag gegeben, um daraus einen Film zu machen, der aber nie verwirklicht wurde. Dahl schrieb einige der beliebtesten Kinderbücher des 20. Jahrhunderts, zum Beispiel Danny oder Die Fasanenjagd oder Der fantastische Mr. Fox. Seine Bücher dienten häufig als Vorlage für Verfilmungen, so Matilda, James und der Riesenpfirsich, Hexen hexen und Charlie und die Schokoladenfabrik. Viele seiner Kinderbücher wurden von Quentin Blake illustriert.
Dahl verfasste mit Boy (1984) sowie Im Alleingang (1986) zwei Autobiografien, zusätzlich die zwei autobiografischen Kurzgeschichten Ein Kinderspiel (1942, siehe oben) und Wie ich Schriftsteller wurde (1977).
Neben den Kinderbüchern schrieb er auch makabre Kurzgeschichten für Erwachsene, üblicherweise mit schwarzem Humor und einem überraschenden Ende. Die bekanntesten sind in Küsschen, Küsschen sowie in der Fortsetzung … und noch ein Küsschen enthalten. Viele wurden für US-amerikanische Magazine geschrieben, z. B. das Ladies’ Home Journal, Harper’s, den Playboy und The New Yorker. Zusammengefasst in Anthologien mehrten sie den Ruhm des Autors. Insgesamt schrieb er über 70 Kurzgeschichten.
Eine seiner bekanntesten Erwachsenengeschichten, The Smoker (auch bekannt als Man from the South), wurde in einer Episode von Alfred Hitchcock Presents verfilmt und auch als Segment in Quentin Tarantinos Four Rooms von 1995 verwendet. Die englische Fernsehserie Tales of the Unexpected, die 1979 begann, adaptierte viele seiner Geschichten. Zwei seiner Kurzgeschichten und der Roman Onkel Oswald und der Sudan-Käfer sind Ausschnitte aus dem Tagebuch seines fiktiven Onkels Oswald, eines reichen Gentleman, dessen sexuelle Ausschweifungen die Basis dieser Geschichten bilden. Große Bekanntheit erreichte auch die makabre Kurzgeschichte The Landlady (Die Wirtin) (erschienen 1959).
In den 1960er Jahren schrieb Dahl auch einige Drehbücher, um Geld zu verdienen. Zwei davon, der James-Bond-Film You Only Live Twice und Chitty Chitty Bang Bang, waren Adaptionen von Romanen von Ian Fleming. Ein eigenes Werk adaptierte er für die 1971er Fassung von Willy Wonka und die Schokoladenfabrik.
Memories with Food at Gipsy House, das er mit seiner Frau Felicity schrieb und das 1991 postum erschien, ist eine Mischung aus Rezepten, Familienerinnerungen und Betrachtungen zu Lieblingsthemen von Dahl wie Schokolade, Zwiebeln und Bordeauxwein.

## Antisemitismus
In der Zeitung Literary Review verwies Dahl in einer Buchkritik auf die „mächtigen jüdischen amerikanischen Banker“ („those powerful American Jewish bankers“) und beschuldigte die US-amerikanische Regierung, von den jüdischen Finanzinstitutionen ganz und gar beherrscht zu werden. Israelische Militäraktionen im Libanon würden in der Presse vertuscht, da auch diese vor allem in jüdischer Hand sei: „There aren’t any non-Jewish publishers anywhere.“ Nach der Veröffentlichung der Literaturkritik wurde Dahl öffentlich als antisemitisch bezeichnet und in Israel und einigen anderen Ländern heftig kritisiert. Er sagte später, dass dies wohl der Grund gewesen sei, warum er nie von der Königin zum Ritter geschlagen wurde. In einem Interview zu dem Thema infolge des Libanonkrieges 1982 äußerte er:

“There’s a trait in the Jewish character that does provoke animosity […]. I mean there is always a reason why anti-anything crops up anywhere; even a stinker like Hitler didn’t just pick on them for no reason.”

„Es gibt einen Zug im jüdischen Charakter, der Abneigung provoziert […]. Ich meine, es gibt immer einen Grund, warum Anti-Irgendwas irgendwo entsteht; sogar ein Taugenichts wie Hitler hackte nicht ohne Grund auf ihnen herum.“

Dahl sagte von sich selbst:

“I am certainly anti-Israel, and I have become anti-Semitic.”

„Ich bin sicherlich antiisraelisch, und antisemitisch bin ich geworden.“

Ebenfalls in Bezug auf den Libanonkrieg sagte Dahl, man frage sich, was für Menschen diese Israelis letzten Endes seien und verglich das Verhalten der Israelis während des Krieges mit der Zeit des Nationalsozialismus: „…makes one wonder in the end what sort of people these Israelis are. It is like the good old Hitler and Himmler times all over again.“ (ebenda)
In einem Interview des Deutschlandfunks äußerte sich Amelia Foster, die Leiterin des Roald-Dahl-Museum-und-Geschichtenzentrums in Great Missenden, dazu folgendermaßen:

„Es war dumm von ihm, so etwas zu sagen. Er war sehr erbost über die Israelis und dann schrieb er so etwas auf – das ist doch eine kindische Reaktion auf das, was in Israel vor sich ging. Und dann bezieht er das auch noch auf den Zweiten Weltkrieg, das war einfach dumm von ihm! Aber ich bin mir sicher, dass er das nicht wirklich glaubte. Dahl wollte provozieren, so wie er immer gern beim Abendessen provozierte. Sein Verleger war Jude, sein Agent war Jude, er hätte sie alle im Handumdrehen verlieren können. Aber er mochte diese Leute, er respektierte sie und dachte nur Gutes von ihnen. Er bat mich, seine Geschäftsführerin zu werden, und ich bin auch Jüdin. Man bittet doch nicht Menschen für einen zu arbeiten, wenn man antisemitisch ist. Das ist wieder ein Beispiel, wie sehr Dahl sich weigerte, irgendetwas ernst zu nehmen, auch sich selbst nicht.“

Im Jahr 2020 veröffentlichten die Hinterbliebenen von Roald Dahl zusammen mit der Roald Dahl Story Company eine offizielle Entschuldigung auf der Webseite www.roalddahl.com, in der sie sich „aufrichtig für die tiefen und nachvollziehbaren Verletzungen, die durch Roald Dahls Äußerungen entstanden“ seien, entschuldigten. Diese seine „vorurteilsbeladenen Bemerkungen“ seien ihnen unverständlich und stünden „in scharfem Kontrast zu dem Menschen, den wir kannten, und zu den Werten, die den Kern von Roald Dahls Geschichten ausmachten“. Vertreter jüdischer Organisationen äußerten sich zurückhaltend. Ein Sprecher der Campaign Against Antisemitism zeigte sich „enttäuscht“, dass Dahls Familie „30 Jahre mit dieser Entschuldigung gewartet habe“. Im Gegensatz zu Dahls antisemitischen Äußerungen lässt sich in Dahls Büchern kein Antisemitismus finden.
Dahls antiisraelische Äußerungen führten dazu, dass sich die Royal Mint, die Münzprägeanstalt des Vereinigten Königreichs, im Jahr 2018 gegen die Herausgabe einer Gedenkmünze anlässlich seines 100. Geburtstages entschied. 2023 hat ein englischer Verlag zahlreiche Änderungen in den neuen Ausgaben von Dahls Büchern vorgenommen, um kontroverse und als anstößig empfundene Passagen zu ändern.

## Auszeichnungen und Ehrungen
- 1954: Edgar Allan Poe Award (Kategorie Beste Kurzgeschichte) für Someone Like You
- 1983: World Fantasy Award für sein Lebenswerk
- 1985: Deutscher Jugendliteraturpreis für Sophiechen und der Riese
- 1989: Kalbacher Klapperschlange für Matilda
- 1990: Nestlé Smarties Book Prize für Esio Trot
- 1996: Benennung des Asteroiden (6223) Dahl

## Werke

### Kinderbücher
- 1943 The Gremlins
- 1961 James and the Giant Peach
  - James und der Riesenpfirsich, dt. von Inge M. Artl.; Bertelsmann Jugendbuchverlag, Gütersloh 1968.
- 1964 Charlie and the Chocolate Factory.
  - Charlie und die Schokoladenfabrik, dt. von Inge M. Artl. und Hans Georg Lenzen; Bertelsmann Jugendbuchverlag, Gütersloh 1969.
- 1966 The Magic Finger
  - Der Zauberfinger, dt. von Adolf Himmel; Bertelsmann Jugendbuchverlag, Gütersloh; München; Wien 1971, ISBN 3-570-07521-4.
- 1970 Fantastic Mr Fox
  - Der fantastische Mr. Fox, dt. von Adolf Himmel; Bertelsmann Jugendbuchverlag, Gütersloh 1972, ISBN 3-570-07431-5.
- 1972 Charlie and the Great Glass Elevator
  - Charlie und der große gläserne Fahrstuhl, dt. von Adolf Himmel; Bertelsmann, München; Gütersloh; Wien 1974, ISBN 3-570-07633-4.
- 1975 Danny, the Champion of the World
  - Danny oder Die Fasanenjagd, dt. von Sybil Gräfin Schönfeldt; Rowohlt, Reinbek bei Hamburg 1977, ISBN 3-498-01226-6.
- 1978 The Enormous Crocodile
  - Das riesengroße Krokodil, dt. von Sybil Gräfin Schönfeldt; Rowohlt, Reinbek bei Hamburg 1978, ISBN 3-498-01227-4.
- 1980 The Twits
  - Die Zwicks stehen Kopf, dt. von Charles Schüddekopf; Rowohlt, Reinbek bei Hamburg 1981, ISBN 3-498-01238-X.
- 1981 George’s Marvellous Medicine
  - Das Wundermittel, dt. von Karin Polz; Rowohlt, Reinbek bei Hamburg 1982, ISBN 3-498-01242-8.
- 1982 The BFG
  - Sophiechen und der Riese, dt. von Adam Quidam; Rowohlt, Reinbek bei Hamburg 1984, ISBN 3-498-01250-9.
- 1983 The Witches
  - Hexen hexen, dt. von Sybil Gräfin Schönfeldt; Wunderlich, Reinbek bei Hamburg 1986, ISBN 3-8052-0405-1.
- 1985 The Giraffe and the Pelly and Me
  - Die Giraffe, der Peli und ich, dt. von Dorothee Asendorf; Diogenes, Zürich 1986, ISBN 3-257-00667-5.
- 1988 Matilda.
  - Matilda, dt. von Sybil Gräfin Schönfeldt; Wunderlich, Reinbek bei Hamburg 1989, ISBN 3-8052-0487-6.
- 1990 Esio Trot
  - Ottos Geheimnis, dt. von Sybil Gräfin Schönfeldt; Wunderlich, Reinbek bei Hamburg 1991, ISBN 3-8052-0512-0.
- 1991 The Minpins
  - Das Konrädchen bei den Klitzekleinen, dt. von Adam Quidam; Wunderlich, Reinbek bei Hamburg 1992, ISBN 3-8052-0525-2.
- 1991 The Vicar of Nibbleswicke
  - Der Pastor von Nibbleswick, dt. von Uwe-Michael Gutzschhahn; Maier, Ravensburg 1992, ISBN 3-473-34339-0.

### Gedichte
- 1982 Revolting Rhymes
- 1983 Dirty Beasts
- 1989 Rhyme Stew
  - Reimtopf, dt. von H.M. Ledig-Rowohlt; Wunderlich, Reinbek bei Hamburg 1990, ISBN 3-8052-0507-4.
- 2005 Songs and Verse
- 1989 Vile Verses

### Sammlungen von Kurzgeschichten

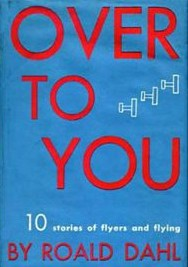
Over to You – vordere Umschlagseite der ersten Auflage von 1946

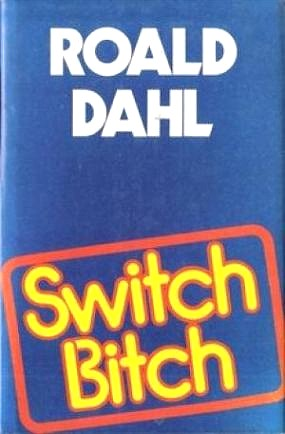
Switch Bitch – 1974

- 1946 Over to You: Ten Stories of Flyers and Flying
  - ...steigen aus...Maschine brennt...: 10 Fliegergeschichten, dt. von Alfred Scholz; Rowohlt, Reinbek bei Hamburg 1966.
- 1953 Someone Like You
  - ...und noch ein Küsschen! Weitere ungewöhnliche Geschichten, dt. von Hans-Heinrich Wellmann; Rowohlt, Reinbek bei Hamburg 1963.
- 1960 Kiss Kiss
  - Küßchen, Küßchen: 11 ungewöhnliche Geschichten, dt. von Wolfheinrich von der Mülbe; Rowohlt, Reinbek bei Hamburg 1962.
- 1964 Claud’s Dog
  - Der krumme Hund: Eine lange Geschichte, dt. von Fritz Güttinger; Diogenes Verlag, Zürich 1964. (später als Mein Freund Claud erschienen)
- 1969 Twenty-Nine Kisses from Roald Dahl
- 1974 Switch Bitch
  - Kuschelmuschel: 4 erotische Überraschungen, dt. von Jürgen Abel u. a.; Rowohlt, Reinbek bei Hamburg 1975, ISBN 3-498-01222-3.
- 1977 The Wonderful Story of Henry Sugar and Six More
  - Ich sehe was, was du nicht siehst: 8 unglaubliche Geschichten, dt. von Sybil Gräfin Schönfeldt; Rowohlt, Reinbek bei Hamburg 1980, ISBN 3-498-01233-9.
- 1978 The Best of Roald Dahl
- 1979 Tales of the Unexpected
- 1980 More Tales of the Unexptected
- 1980 A Roald Dahl Selection: Nine Short Stories
- 1983 Roald Dahl’s Book of Ghost Stories
  - Roald Dahl´s Buch der Schauergeschichten, dt. von Nils-Henning von Hugo; Rowohlt, Reinbek bei Hamburg 1985, ISBN 3-498-01254-1.
- 1986 Two Fables
  - Die Prinzessin und der Wilderer: 4 Geschichten, dt. von Thomas Koch; Wunderlich, Reinbek bei Hamburg 1989, ISBN 3-8052-0456-6.
- 1989 Ah, Sweet Mystery of Life: The Country Stories of Roald Dahl
- 2016 Madness: Tales of Fear and Unreason
- 2016 Lust: Tales of Craving and Desire
- 2016 Cruelty: Tales of Malice and Greed
- 2016 Deception: Tales of Intrigue and Lies
- 2017 Trickery: Tales of Deceit and Cunning
- 2017 War: Tales of Conflict and Strife
- 2017 Fear: Tales of Terror and Suspense
- 2017 Innocence: Tales of Youth and Guile

### Romane
- 1948 Sometime Never: A Fable for Supermen
- 1979 My Uncle Oswald
  - Onkel Oswald und der Sudan-Käfer: Eine haarsträubende Geschichte, dt. von Sybil Gräfin Schönfeldt; Rowohlt, Reinbek bei Hamburg 1981, ISBN 3-498-01237-1.

### Drehbücher
- 1967: James Bond 007 – Man lebt nur zweimal (You Only Live Twice)
- 1968: Tschitti Tschitti Bäng Bäng (Chitty Chitty Bang Bang)
- 1971: Das Haus der Schatten (The Night Digger)
- 1971: Charlie und die Schokoladenfabrik (Willy Wonka and the Chocolate Factory)

### Autobiografien / Briefe
- 1984 Boy – Tales of Childhood.
  - Boy: Schönes und Schreckliches aus meiner Kindheit, dt. von Adam Quidam; Rowohlt, Reinbek bei Hamburg 1986, ISBN 3-499-15693-8.
- 1986 Going Solo
  - Im Alleingang: Meine Erlebnisse in der Fremde, dt. von Hermann Stiehl; Rowohlt, Reinbek bei Hamburg 1988, ISBN 3-499-12182-4.
- 1988 Measles, a Dangerous Illness
- 1991 Memories with Food at Gipsy House
- 1991 Roald Dahl's Guide to Railway Safety
- 1992 The Dahl Diary 1992
- 1993 My Year
  - Durch das Jahr mit Roald Dahl, dt. von Adam Quidam; Wunderlich, Reinbek bei Hamburg 1994, ISBN 3-8052-0556-2.
- 1996 The Roald Dahl Diary 1997
- 1999 The Mildenhall Treasure
- 2016 Love from Boy: Roald Dahl´s letters to his mother
  - Love from Boy: Roald Dahls Briefe an seine Mutter, dt. von Jan Schönherr; Rowohlt Hundert Augen, Reinbek bei Hamburg 2018, ISBN 978-3-498-01334-9.

## Adaptionen

### Film
- 1965: 36 Stunden (36 Hours, mit James Garner) nach der Kurzgeschichte „Beware of the Dog“
- 1971: Charlie und die Schokoladenfabrik (Willy Wonka & the Chocolate Factory, mit Gene Wilder)
- 1989: Danny, der Champion (Danny the Champion of the World, mit Jeremy Irons)
- 1979–1988: Die unglaublichen Geschichten von Roald Dahl (Fernsehserie)
- 1989: Der große freundliche Riese (The BFG), Verfilmung des Kinderbuches Sophiechen und der Riese
- 1990: Hexen hexen (The Witches, mit Anjelica Huston)
- 1996: James und der Riesenpfirsich (James and the Giant Peach, Regie: Henry Selick)
- 1996: Matilda (Regie: Danny DeVito)
- 2005: Charlie und die Schokoladenfabrik (Charlie and the Chocolate Factory, mit Johnny Depp, Regie: Tim Burton)
- 2009: Der fantastische Mr. Fox (Fantastic Mr. Fox, Stimme: George Clooney und Meryl Streep)
- 2014: Mr. Hoppys Geheimnis (Roald Dahl’s Esio Trot, Fernsehfilm, mit Dustin Hoffman, Judi Dench, Regie: Dearbhla Walsh)
- 2016: BFG – Big Friendly Giant (The BFG, mit Mark Rylance und Ruby Barnhill, Regie: Steven Spielberg)
- 2016: Es war einmal … nach Roald Dahl (Revolting Rhymes, Regie: Jakob Schuh, Jan Lachauer)
- 2020: Hexen hexen (mit Anne Hathaway, Regie: Robert Zemeckis), Verfilmung des Kinderbuchs Hexen hexen
- 2022: Roald Dahls Matilda – Das Musical
- 2022/2023: The Wonderful Story of Henry Sugar (mit Benedict Cumberbatch, Regie: Wes Anderson), Verfilmung der Kurzgeschichte Ich sehe was, was du nicht siehst
- 2023: Wonka (mit Timothée Chalamet, Regie: Paul King), Verfilmung des Kinderbuchs Charlie und die Schokoladenfabrik
- 2023: Der Schwan (The Swan, Kurzfilm); Regie: Wes Anderson
- 2023: Der Rattenfänger (The Rat Catcher, Kurzfilm); Regie: Wes Anderson
- 2023: Gift (Poison, Kurzfilm); Regie: Wes Anderson

### Musical
- 2010: Matilda (Buch: Dennis Kelly, Musik: Tim Minchin)
- 2013: Charlie and the Chocolate Factory (Buch: David Greig, Musik: Marc Shaiman, Scott Wittman)

### Oper
- 1998: Fantastic Mr. Fox (Libretto: Donald Sturrock, Musik: Tobias Picker)